# Советская власть

Плакат к 80-летию первых советов «Советская власть есть путь к социализму…» (цитата Ленина), Олег Масляков, 1984

Советская власть — самоназвание политического режима в Советской России и СССР с 1917 по 1991 год. Формально была основана на системе советов народных депутатов, представительных органов власти, действовавших на всех уровнях государственной власти и управления (от городских, поселковых, сельских советов и до общесоюзных органов), которые, согласно идеологии лидера большевиков Владимира Ленина, должны были выражать интересы трудящихся масс и быть основой для построения социализма. Фактически власть была централизованной и принадлежала высшим лицам правящей партии СССР — Коммунистической партии Советского Союза, а также советской номенклатуры.

## План Ленина
В 1919 году Ленин писал:
Сущность её [советской власти], привлекающая к себе рабочих каждой страны всё больше и больше, состоит в том, что… теперь управляют государством, притом в массовом числе, как раз те классы, которых капитализм угнетал.
…власть государства построена у нас в России таким образом, что только рабочие, только трудящиеся крестьяне, исключая эксплуататоров, составляют массовые организации — Советы, и этим Советам передается вся государственная власть.
…Советская власть есть путь к социализму, найденный массами трудящихся и потому — верный, и потому — непобедимый.

## Практическая реализация
Согласно конституциям СССР 1936 года и 1977 года, политическую основу СССР составляли советы народных депутатов. К высшим органам советской государственной власти принадлежали Всесоюзный съезд Советов и Центральный исполнительный комитет СССР (1922—1938); Верховный Совет СССР (ВС СССР) и Президиум ВС СССР (1938—1989); Съезд народных депутатов и ВС СССР (1989—1991). Верховный Совет СССР располагался в Москве. Он имел две палаты — Совет Союза, в котором было разное число членов (например, 750 членов в 10-11-м созыве), избираемых по одномандатным округам; и Совет Национальностей, число членов которого также менялось (например, 750 членов в 6—11-м созыве), представлявший различные политические образования: 32 от каждой союзной республики, 11 от каждой автономной республики, 5 от каждой автономной области и 1 от каждого автономного округа. В 1990—1991 годах главой государства был президент СССР. Высшими органами исполнительной и распорядительной власти были Совет народных комиссаров СССР (в 1946—1990 Совет Министров СССР), Кабинет министров СССР (декабрь 1990 — сентябрь 1991), Межреспубликанский экономический комитет СССР (сентябрь — декабрь 1991).
На выборах в ВС СССР избирателям редко предоставлялся выбор из кандидатов, кроме тех, которые были представлены КПСС, которая до внесения поправок в статью 6 конституции в марте 1990 года была «руководящей и направляющей силой советского общества и ядром его политической системы». Теоретически все законодательные акты требовали одобрения обеих палат Верховного Совета. На практике все решения принимались небольшой группой, Президиумом Верховного Совета, находившийся под сильным влиянием Политбюро ЦК КПСС, и единогласно одобрялись депутатами. Роль советов в отдельных республиках и других территориях заключалась в первую очередь в реализации решений, принятых Верховным Советом СССР.
Партийно-государственная номенклатура в СССР представляла собой перечень важнейших должностей в партийно-государственном аппарате и общественных организациях, утверждение которых и назначение на которые находилось в компетенции партийных органов, включая Политбюро ЦК КПСС, Секретариат и отделы ЦК КПСС и нижестоящие партийные комитеты. Эти списки, впервые утверждённые в 1923 году, с 1925 года ежегодно пересматривали. Число номенклатурных должностей варьировалась. Если в 1925 году в номенклатуру ЦК партии входило 6 тысяч постов, то в 1981 году — около 400 тысяч. Номенклатурный слой составлял примерно 0,1 % населения. В группу, утверждавшуюся Политбюро входили высшие партийные и государственные руководители, включая первых секретарей ЦК республиканских компартий, первых секретарей обкомов, а также горкомов наиболее крупных городов, министров, высшие военные посты, послов в ведущих капиталистических странах и во всех социалистических странах, директоров крупнейших заводов, руководителей творческих союзов, главных редакторов центральных партийных изданий. Секретариат ЦК КПСС утверждал партийных, государственных и советских руководителей рангом ниже. К номенклатуре отделов ЦК были отнесены менее значимые должности партийного, государственного аппарата и общественных организаций.
Процедура назначения на номенклатурную должность включала ряд этапов. Вначале соответствующим органом (СМ СССР, ВС СССР или др.) вносилось на рассмотрение ЦК КПСС три-четыре кандидатуры; затем отдел ЦК, который курировал данное направление, поддерживал одну из этих кандидатур и рекомендовал её вышестоящему партийному органу; Секретариат или Политбюро ЦК утверждали данную кандидатуру; в конце соответствующий орган назначает (СМ СССР) или избирает (ВС СССР) рекомендованное лицо и публикует постановление. Одним из главных условий назначения обычно было членство кандидатов в партии. В некоторых случаях на номенклатурную должность назначали беспартийного, проходившего те же этапы утверждения в должности. Директивно на руководящих должностях в партийно-государственных органах регулировали долю представителей различных групп населения, включая рабочих и колхозников, интеллигенцию, женщин, молодёжь и представители различных национальностей. Благодаря номенклатурной системе в состав руководства могли войти представители всех слоёв общества, если эти представители отвечали необходимым требованиям. Типичная карьера включала переход с комсомольской должности на партийную, с партийной на советскую и в обратную сторону, с хозяйственной должности на партийную и обратно. Были и «чистые» карьеры, чаще всего среди хозяйственников, когда работник поднимался по служебной лестнице на заводе до должности директора, затем в министерстве — до поста министра. Для номенклатуры действовала широкая и разветвлённая система привилегий.

## Международный аспект
В 1945—1991 годах власть СССР распространялась далеко за пределы его границ. Советский Союз стал одной из сверхдержав и доминирующей силой среди стран социалистического блока. СССР инициировал образование Совета экономической взаимопомощи в 1949 году и Организации Варшавского договора в 1955 году.